# Magnolia cavaleriei
Espèce
Statut de conservation UICN

 LC  : Préoccupation mineure
Magnolia cavaleriei est une espèce de plantes à fleurs de la famille des Magnoliacées. C'est un arbre endémique de Chine.

## Description
Cet arbre fleurit en mars et avril et donne des fruits en septembre et octobre.

## Répartition et habitat
Cette espèce est endémique de Chine où elle est présente dans les provinces de Fujian, Guangdong, Guangxi, Guizhou, Hubei, Hunan, Sichuan et Yunnan. Elle pousse dans les forêts de montagne.

## Liste des espèces et variétés
Selon World Checklist of Selected Plant Families (WCSP) (20 octobre 2016) :
- Magnolia cavaleriei (Finet & Gagnep.) Figlar (2000)
  - variété Magnolia cavaleriei var. cavaleriei
  - variété Magnolia cavaleriei var. platypetala (Hand.-Mazz.) ined..

Selon NCBI (20 octobre 2016) :
- variété Magnolia cavaleriei var. platypetala